# Matelea leptogenia
Matelea leptogenia là một loài thực vật có hoa trong họ La bố ma. Loài này được (B.L. Rob.) Woodson mô tả khoa học đầu tiên năm 1941.